# Stephanopis tuberculata
Stephanopis tuberculata là một loài nhện trong họ Thomisidae.
Loài này thuộc chi Stephanopis. Stephanopis tuberculata được miêu tả năm 1871 bởi Bradley.